# Vallfort
Vallfort és una obra de Sant Jaume dels Domenys (Baix Penedès) declarada Bé Cultural d'Interès Nacional.

## Descripció
Masia amb fortificacions prop de Lleger. Edifici situat damunt un petit turonet a la vora de la riera de Marmellar, i molt a prop de Lleger.
S'hi accedeix mitjançant un baluard amb una porta d'arc rebaixat. L'estructura de l'edifici és sostinguda per contraforts. Els materials emprats són carreus irregulars. Cal destacar el seu caire defensiu.

## Història
És documentat un Bernat de Vallfort l'any 1213.
La masia ha estat recentment restaurada i ara funciona com a allotjament rural.